# Monasterio de Santa Rosa de Arequipa
El Monasterio de Santa Rosa, ubicado en Arequipa, es un complejo religioso que alberga una comunidad de monjas dominicas de clausura. Fue fundado en 1747 por un grupo de religiosas provenientes de su "monasterio madre" el de Santa Catalina, ubicado en la misma ciudad. Está dedicado a la memoria de Santa Rosa de Lima.

## Ubicación
Originalmente estaba planificado para edificarse en Moquegua, pero finalmente se construyó en el centro histórico de Arequipa, en la esquina del pasaje Santa Rosa y la calle San Pedro, en los límites del damero de la ciudad, a espaldas de la Plaza España.

## Arquitectura
Desde la construcción, este monasterio fue más pequeño que los otros dos que se ubican en la ciudad, el de Santa Catalina y el Monasterio de Santa Teresa. Tiene la fama de ser el más pobre de los tres monasterios, porque nunca fueron propietarias de gran cantidad de bienes, ni de terrenos agrícolas.
Al igual que otras iglesias en la ciudad, el Monasterio está construido con sillares de piedra volcánica blanca y calicanto. El ingreso principal cuenta con una torre y su campanario y un portal de sillar tallado, ubicado en la calle San Pedro. Esta puerta permite el acceso a la nave principal donde se celebra misa. Por el lado del pasaje Santa Rosa, se encuentra el acceso a un patio, que también cuenta con un portal tallado, además de una tienda donde se ofrecen dulces tradicionales confeccionados por las monjas.

## Historia
El monasterio se construyó gracias a la financiación de don José Alcázar y Padilla, y doña María Peñaloza, quienes en sus testamentos donaron lo básico para fundar el monasterio, que, originalmente iba a edificarse en la ciudad de Moquegua. En 1734, el obispo de Arequipa Juan Cavero de Toledo, obtuvo una real cédula de Felipe V, para el funcionamiento del monasterio. La cédula fue ratificada en 1736, y en 1740 se estableció que se fundara en Arequipa, con la condición de que se diera la preferencia a las niñas y mujeres de la villa de Moquegua, dado que este iba a ser el lugar original para establecer la clausura.
La construcción comenzó con la colocación de la primera piedra por monseñor Juan Bravo de Ribero, obispo de Arequipa. La obra concluyó el 12 de junio de 1747 y al día siguiente se trasladó un grupo de religiosas de Santa Catalina, para fundar el Monasterio de Santa Rosa.
En 1843, estalló en Arequipa la Revolución Regeneradora, dirigida por Manuel Ignacio de Vivanco contra el gobierno de Agustín Gamarra. Para sofocar el alzamiento, Gamarra envió a su ministro de la Guerra Ramón Castilla a combatir contra Vivanco. Las tropas de ambos caudillos se parapetaron a los extremos de la hoy Plaza España, mientras que las fuerzas de Vivanco se atrincheraron en la torre de la Iglesia de Santa Marta, las de Castilla tomaron la torre del Monasterio de Santa Rosa. Los balazos iban y venían de un lado y otro, pero en medio de la batalla, vieron a un niño que caminaba por los muros del monasterio y eso hizo que la balacera terminara. Se dice que ese niño salvó a las monjas de ser heridas por las balas que pasaban por doquier, así nació la devoción por el Niño de la Resurrección, más conocido como el "Niño cabezoncito", que se mantiene hasta hoy.
El Monasterio de Santa Rosa fue nuevamente escenario de un sangriento enfrentamiento entre las tropas de Vivanco y Castilla, esta vez en el marco de la Guerra Civil de 1856 - 1858. Al amanecer del domingo 7 de marzo de 1858, las tropas de Castilla asaltaron el edificio, acometiendo la trinchera construida en la base de los muros de la iglesia, así como el templo mismo y las bóvedas del convento. En la acequia aledaña, la sangre corrió como agua, se aniquiló por completo la columna Inmortales, contándose los muertos en número de tres mil. En la batalla resultaron heridos quienes después serían héroes de la Guerra del Pacífico, el coronel Francisco Bolognesi y el mariscal Andrés Avelino Cáceres.

## Las devociones del Monasterio
El Niño Cabezoncito
El Niño de la Resurrección, es una devoción nacida cuando las tropas del mariscal Ramón Castilla tomaron la torre del Monasterio para enfrentarse a las tropas de la Revolución Regeneradora, y las monjas fueron salvadas del tiroteo por el Niño. La imagen del Niño Cabezoncito tiene su pie sobre una calavera que simboliza el triunfo sobre la muerte. Cada Domingo de Resurrección se realiza una pequeña procesión a la que llaman el Aurora, donde se encuentra Cristo resucitado con la Virgen María. En la procesión, el Niño sale por la puerta que da hacia Santa Marta acompañado de todos los varones presentes en la misa, mientas que la Virgen lo hace por la puerta de la iglesia en la calle San Pedro, acompañada por todas las damas presentes. Ambas imágenes se encuentran en la intersección de las calles y juntos, en procesión, vuelven al templo para la misa de Pascua. Posterior mente la pequeña imagen se queda en un altar para que las personas que lo fueron a ver puedan acercarse a él.
El Señor de la Cena y la Virgen Peregrina
El Señor de la Cena es venerado en el templo de Santa Rosa, a quien se le atribuye el milagro de permitir a la madre Toribia levantarse de su silla de ruedas, en la cual se encontraba postrada. En este monasterio también se encuentra la Virgen del Rosario, a la que denominan la peregrina, que fue traída por un sacerdote a Arequipa, donde la dejó por un tiempo y cada vez que intentaba recuperarla su salud se afectaba. El religioso comprendió que la efigie quería permanecer en el monasterio y así fue.